# HMIS Malwa (J55)
Le HMIS Malwa (pennant number J55)  est un dragueur de mines de la Classe Bangor lancé pour la Royal Navy (RN), mais transféré à la Royal Indian Navy (RIN) avant sa mise en service et qui a servi pendant la Seconde Guerre mondiale.
Après la partition des Indes en 1948, il est en service dans la Marine pakistanaise  en tant que HMPS Peshawar (HMPS pour "Her Majestic Pakistan Ship") ou PNS Peshawar (PNS pour "Pakistan Navy Ship").

## Conception
Le Malwa est commandé dans le cadre du programme de la classe Bangor de 1941-42 le 12 février 1942 pour le chantier naval de Garden Reach Shipbuilders & Engineers à Calcutta en Bengale-Occidental en Inde. La pose de la quille est effectuée le 3 mai 1943, le Malwa est lancé le 21 juin 1944 et mis en service en 1945.
La classe Bangor doit initialement être un modèle réduit de dragueur de mines de la classe Halcyon au service de la Royal Navy,. La propulsion de ces navires est assurée par 3 types de motorisation: moteur Diesel, moteur à vapeur à pistons double ou triple expansions et turbine à vapeur. Cependant, en raison de la difficulté à se procurer des moteurs Diesel, la version Diesel a été réalisée en petit nombre.
Les dragueurs de mines de classe Bangor version indienne déplacent 684 tonnes en charge normale. Afin de pouvoir loger les chaufferies, ce navire possède des dimensions plus grandes que les premières versions à moteur Diesel avec une longueur totale de 58 mètres LHT ou LOA, une largeur de 8,69 mètres et un tirant d'eau de 3,2 mètres. Ce navire est propulsé par 2 moteurs alternatifs verticaux à triple expansions alimentés par 2 chaudières à tubes d'eau à 3 tambours Admiralty et entraînant deux arbres d'hélices. Les moteurs développent une puissance de 2 400 chevaux-vapeur (1 790 kW) et atteignent une vitesse maximale de 16 nœuds (30 km/h). Le dragueur de mines peut transporter un maximum de 163 tonnes de fioul qui lui donne un rayon d'action de 2 800 milles nautiques (5 200 kilomètres) à 10 nœuds (19 km/h).
Leur manque de taille donne aux navires de cette classe de faibles capacités de manœuvre en mer, qui seraient même pires que celles des corvettes de la classe Flower. Les versions à moteur Diesel sont considérées comme ayant de moins bonnes caractéristiques de maniabilité que les variantes à moteur alternatif à faible vitesse. Leur faible tirant d'eau les rend instables et leurs coques courtes ont tendance à enfourner la proue lorsqu'ils sont utilisés en mer de face.
Les navires de la classe Bangor sont également considérés comme exiguës pour les membres d'équipage, entassant plus de 60 officiers et matelots dans un navire initialement prévu pour un total de 40 hommes.
Les Bangors équipés de moteur à vapeur à pistons double ou triple expansions sont armés d'un canon anti-aérien QF de 12 livres (7,62 cm) et d'un canon AA QF de 2 livres (4 cm) ou d'un quadruple affût pour la mitrailleuse Vickers .50. Sur certains navires, le canon de 2 livres est remplacé par un canon AA Oerlikon de 20 mm simple ou double, tandis que la plupart des navires sont équipés de quatre affûts Oerlikon simples supplémentaires au cours de la guerre. Pour les missions d'escortes, leur équipement de dragage de mines peuvent être échangé contre une quarantaine de grenades sous-marines.

## Histoire

### Seconde Guerre mondiale
Construit initialement pour le compte de la Royal Navy, le Malwa est transféré à la Royal Indian Navy une fois terminé et mit en service en 1945, quelques mois avant la fin de la Seconde Guerre mondiale.
Le Malwa fait partie de la Eastern Fleet (Flotte de l'Est), et a escorté quelques convois avant la fin de la guerre.
Après l'indépendance du Pakistan en 1947, il fait partie des navires transférés au Pakistan et est rebaptisé PNS Peshawar.
Il est revendu le 22 janvier 1959.